# Ованес Ерзнкаці Плуз
Ованес Ерзнкаці (вірм. Հովհաննես Երզնկացի; близько 1230—1293) — вірменський мислитель і церковно-громадський діяч. Автор праць з філософії, граматики, космографії, численних поем і пісень. У своїх наукових роботах торкався також питань богослов'я та мистецтвознавства, вів активну педагогічну та просвітницьку діяльність. Прізвисько Плуз отримав через малий зріст. Першим у вірменської поезії створив любовну поему.

## Біографія
Народився приблизно в 1230 році в місті Ерзнка або його околицях. Був сином священника, за власними словами, походив зі знатного роду. Початкову освіту отримав у рідних краях, зокрема в пустелі Сурб Мінас. Продовжив навчання в Хор Вірапі, у Вардана Аревелці. В 1268 році отримав ступінь вардапета. У 70-х роках подорожував Вірменією та Кілікією, займався викладанням і проповідництвом. За цей час здобув велику популярність, був одним з найшанованіших проповідників і вчених Вірменії. До нього часто зверталися за порадою. У 1280 році в Ерзнці, на прохання священика Григора Санахнеці, написав два трактати — «Визначення і правила ордену Братів» і «Подальші правила і поради світській молоді» (відомі як «Конституція братств Ерзнки»), з метою «виправлення буйної молоді міста». Ці праці базуються на текстах відповідних реформ халіфа ан-Насіра. Потім став сам очолювати це «Братство Ерзнки», яке являло собою об'єднання трудових верств молоді (незалежно від галузі ремесла чи торгівлі). У 1281 році виїхав до Єрусалима, де написав присвячену церкві пісню, «Тлумачення промов Філона Олександрійського», займався перекладами наукових книг. Потім повернувся в Кілікію, в 1284 році прочитав промову з приводу прийняття лицарства синів короля Левона — Хетума і Тороса. В кінці 1284 року, по дорозі назад в Ерзнку, заїхав у Тифліс, де прочитав проповідь для царського двору. Після цього повернувся в Сурб Мінас і зайнявся активною літературною діяльністю (більшість його творів написані в 1284—1293 роках). Боровся проти уніатства, писав антикатолицькі проповіді і промови. Сучасники називали його «святий і мудрий», «непереможний», «солодкоголосий», «бюльбуль». Займався переписуванням і поширенням різних рукописів філософського і богословського змісту, складав збірки, сам написав багато праць (збереглися понад 100 авторських творів у віршованій і прозаїчній формах). В 1290 році, через вторгнення мамелюків, був змушений виїхати в Кілікію, де і помер у 1293 році в монастирі Акнер. Похований у монастирі Сурб Ншан в Ерзнці, згідно з переказами, його могила довгий час була місцем паломництва.
Ованеса Ерзнкаці Плуза довгий час плутали з його молодшим сучасником і однойменним поетом і філософом, також відомим як Ованес Ерзнкаці або Цорцореці.

## Творчість

#### Граматика
Довгі роки вивчав роботи вірменських та іноземних граматиків, викладав граматику в Ерзнці і Кілікії. У 1291 році закінчив трактат «Зібрання граматичних тлумачень» (вірм. «Հաւաքումն մեկնութեան քերականին»), який являє собою компіляцію майже всіх попередніх вірменських граматичних праць. Написав до нього докладну передмову і зробив додатки, які дають чітке уявлення про його погляди. Важливе джерелознавче значення мають залишені на полях примітки, в яких містяться інформація про втрачені праці Давида Анахта, Степаноса Сюнеці, Амама Аревелці та інших. «Зібрання» Ерзнкаці стало основним джерелом для подальших вірменських граматиків — Ованеса Крнеці, Єсаї Нчеці, Ованеса Цорцореці. Погляди Ерзнкаці на граматику і мову переважно спираються на Давида Анахта і Вардана Аревелці, хоча він розходиться з ними в окремих випадках. Розглядав граматику як розумне мистецтво, а людський розум — «щось набуте і викладане», бо має два джерела: ведене і чуттєве. Суворо розрізняв букви і звуки, розглядаючи «букви» як звукові еквіваленти «письмен». З усіх частин мови за ступенем важливості виділяв підмет, логічно виводячи правило, що в реченні підмет має стояти на першому місці. Для таблиці відмінювання користувався формами як давньовірменської, так і середньовірменської розмовної мови, в якості прикладів наводив форми живої розмовної мови, таким чином звільняючи граматику вірменської мови від штучних форм відмінювання, створених грекофільською школою.
Як і інші вірменські граматики, добре ставився до різноманіття мов, вважаючи це «добром». Проте якщо більшість вірменських мислителів вважають першою мовою — мовою Адама — єврейську, Ованес припускав, що «мовою Адама в даний час володіють сирійці і халдейці», одночасно відзначаючи лінгвістичну близькість халдейської, сирійської та єврейської. Вважав, що в первісній мові слова були дані речам за їхньою природою, однак, оскільки у наступних поколінь божественний «дар мови» поступово послабився, імена перестали прямо вказувати на природу речей. Наводить вчення про «спряжені» звуки в струнку систему, вказуючи застосування цього вчення в галузі етимології, діалектології і правопису.

#### Поезія
Написав більше 10 тагів, 5 шараканів, 2 панегірики, 1 космологічну поему, більше 70 айренів і повчальних віршів. Мова творів ретельно відпрацьована і вишукана, в той же час ясна і доступна. Особливу художню цінність мають його лірико-філософські вірші і строфи, в яких поет пише про внутрішній світ людини того часу. В інших творах, продовжуючи традиції вірменської церковної поезії, образно представляв мирних отців-пустельників і святих як борців проти темряви, називаючи їх «бойові вежі фортеці, що захищає Вірменію». З церковних поем особливо цінні його панегірики, один з яких присвячений Нерсесу Великому (1272 рік), інший — Григорію Просвітителю (1288 рік). В космологічній поемі «Про небесні прикраси» (1012 рядків) видно бажання автора наслідувати творчим стилем «Тисячі рядків» Григора Магістроса.
З любовних віршів найвідоміший «Ованес і Аша», що розповідає про кохання між вірменином і мусульманкою, дочкою каді, на ім'я Аша. Незважаючи на середньовічну релігійну нетерпимість, Ерзнкаці пише про кохання Ованеса і Аші з деяким гумором, як про цікавий випадок. Для героїв поеми любов сильніша від віри: автор поставив земне життя людини, з її радощами і печалями, понад усе і не закликав своїх читачів до смирення і християнського аскетизму.
У поезії Ерзнкаці значну роль відігравали його філософські погляди, що ясно виявляється в його коротких повчальних віршах і чотиривіршах, які набули більшої популярності. В них знайшов відображення внутрішній світ людини того часу, автор передає свою основну ідею: «Світ занадто суєтний, тому нерозумно жити негідно». Гостро реагував на несправедливість і беззаконня з боку можновладців.
«Невже князі-володарі є помазаники божі, якщо вони своє князівство утримують великими несправедливостями, захопленням, нестатками і пограбуванням... Бо як лікарі повинні допомагати хворим, так і князі - обійденим законами, і подібно до того як необізнані лікарі шкодять хворим, точно так само князі, які не знають справедливих законів або не дотримуються їх, шкодять несправедливістю невинним і праведним біднякам»

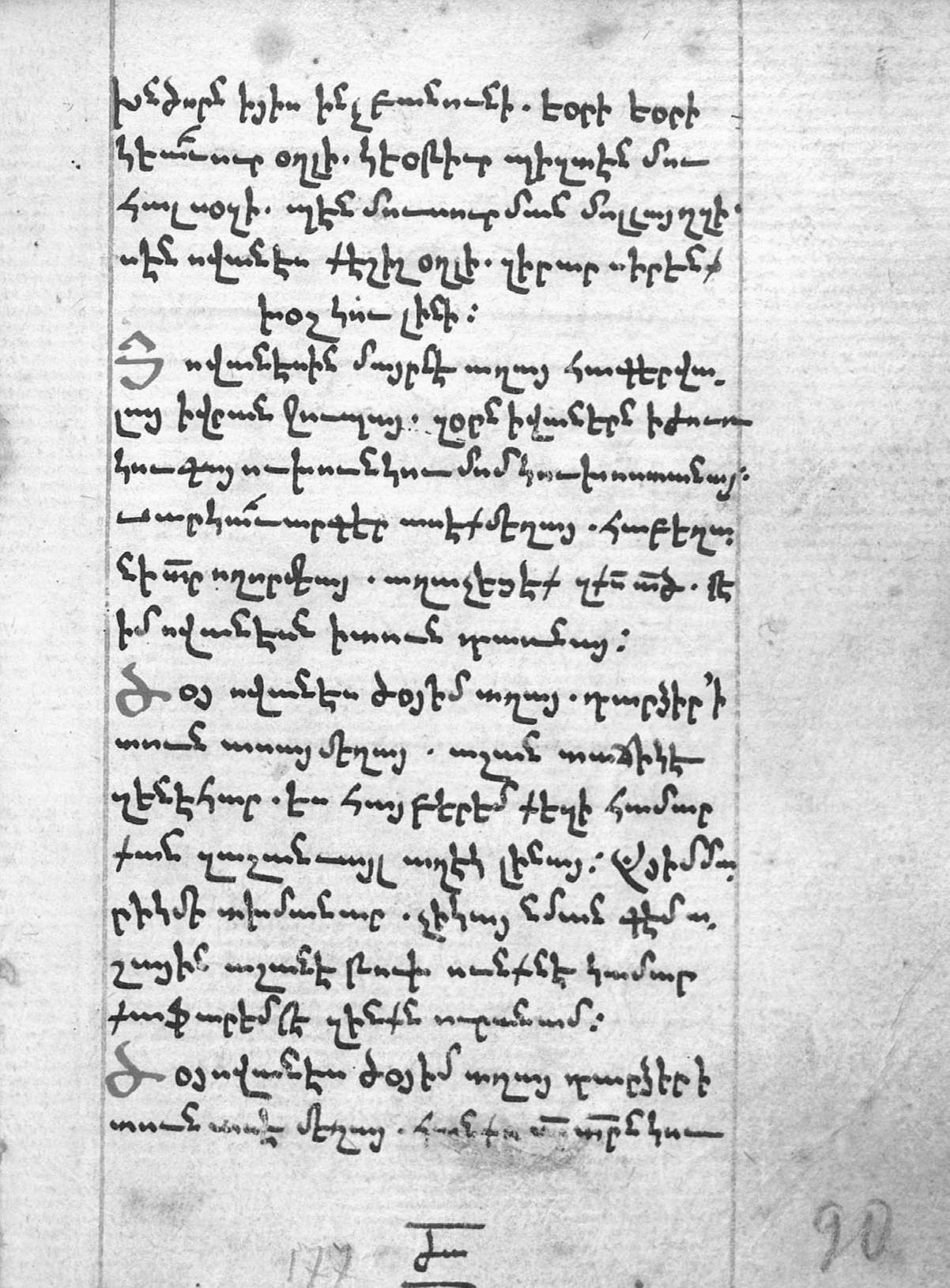
Сторінка з рукопису вірша «Ованес і Аша»

Поеми писав середньовірменською мовою.

#### Музика
«Зібрання граматичних тлумачень», крім лінгвістичних, містить ряд музикознавчих відомостей, в яких описуються вірменські народні музичні інструменти, вивчаються властивості звуку як фізичного явища. Ерзнкаці створив велику таблицю «різновидів звуків», в якій звуки розподілені згідно з «розміром», «вагою» і музикальністю. Музичне мистецтво він розглядає як один із способів пізнання людини. По-новому інтерпретує античні теорії про вплив музики на душу і тіло, спираючись на погляди Давида Граматика, який ділить мистецтво на три види («добре», «зле» і «середнє»), пропонує більш коректний поділ — на «божественне» і «людське». Розповідає про лікування хворих за допомогою музики, особливо церковної, що широко практикувалося в середньовічній Вірменії, впроваджує важливі ідеї про взаємозв'язок між здоров'ям людини і різними видами мелодій.

#### Філософські твори
Філософські погляди Ерзнкаці узагальнені у творах «Про небесні тіла», «Послання князям гавару Екехяц», «Кожен, хто при владі…», «Чудове вчення Твоє» тощо, але виняткову цінність має праця «Уривки з писань ісламських філософів». Намагався науковим способом пояснити природні і соціальні явища, знайти причини їх походження і розвитку. У питаннях світобудови дотримувався матеріалістичних поглядів, вважав, що все в природі (зокрема й створене людиною) складається з чотирьох матерій. Перша дала початок світу, друга — зорям і іншим небесним тілам, третя — чотирьом елементам, з яких складаються тварини, рослини і все суще на землі, а четверта — «матеріалам ремісників» (дерево, залізо тощо). Процес одержання нових складів при поєднанні чотирьох елементів вважав не «надприродним явищем», як деякі його сучасники, а «тонкістю природи». Висловлював ідеї збереження речовини, пишучи, що «речовина не може бути знищена, вона тільки змінює свій вигляд, форму і характер». Причиною існування часу і руху вважав обертання неба навколо землі, а наслідком — народження і смерть. Науки ділив на три галузі:
1. богословські, які можна осягнути лише розумом і вірою, бо предмет їх нематеріальний;
2. природні, які можна осягнути за допомогою п'яти чуттів;
3. математика, яку можна частково осягнути розумом і частково органами чуттів.

Центральне місце в його філософських поглядах займало усвідомлення ролі людини в космосі. Вважав, що душа людини не має якихось вроджених моральних якостей, порівнював її з незораним полем, на якому «що посієш, те й пожнеш». Людський розум образно уявляв у вигляді судді, який на основі прийнятої від органів чуттів інформації робить висновки і приймає рішення. Прагнув до пізнання світу, образним мисленням і надавав важливість художньому поданню дійсності (наприклад, коли писав: «Бог створив всі відчутні й тілесні речі з землі, зодягнув їх у зелень за посередництвом води, надав їм руху через повітря, надав їм видимості і кольору за допомогою вогню.» або «Весь цей світ вливається в наш розум через наші органи чуттів, як через міські ворота.»). Особливу цінність для вивчення вірмено-мусульманських філософських взаємозв'язків має його твір «Уривки з писань ісламських філософів». Напевно, це перша праця Ерзнкаці, написана приблизно в 1260 році. Являє собою коротку редакцію «Послань „Братів чистоти“» і є першим перекладом цих праць арабських філософів іншою мовою і, по суті, їх християнізованою версією. Доктрина «Братів чистоти» справила великий вплив на сформування світогляду Ерзнкаці. У праці не згадуються якісь конкретні імена, Ерзнкаці називає їх просто «мудрецями іновірців». Текст відносно невеликий (близько 5000 слів). Довгий час помилково вважався оригінальним твором Ерзнкаці.

#### Природознавство

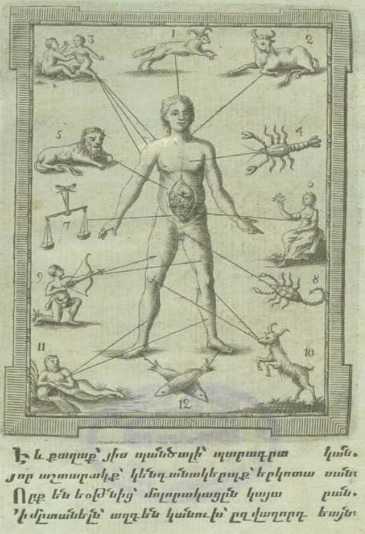
Сторінка з праці «Про рух небес». Видання 1792 року.

Вивчав медицину і фармацевтику, у своїх працях писав про внутрішні органи, м'язи, органи чуттів, кровообігу, структури тіла і мозку. В основному поділяв погляди Гіппократа і Галена. Підкреслював тісний зв'язок душевного і фізичного станів людини, зміни душевного стану пояснював процесами, що відбуваються в організмі. Вважав, що наука повинна спочатку вивчати тіло людини, і тільки потім — її духовний світ. Передає важливі відомості про розтини, які проводяться у вірменських лікарнях.
«Досвідчений і мудрий лікар, отримавши в своє розпорядження злочинця, засудженого до смерті, вбиває його злою смертю, поки не вивчить стану органів, нервів і [кровоносних] судин. Ціною страждань, завданих одній людині, він приносить користь багатьом»
Продовжуючи традиції Ширакаці, намагався знайти природні причини фізичних явищ. У 1284 році в Тифлісі написав працю «Про рух небес» (вірм. «Յաղագս երկնային շարժմանն»), в якій вивчена структура космосу, пояснюється рух планет і зірок (навколо Землі) і деякі природні явища, містяться ряд відомостей про Арктику, про дні і ночі, що тривають там півроку, які автор пояснює переходом сонця з однієї семісфери в іншу. Намагається довести, що місяць має свій власний світ, наводячи як аргумент у тому числі й етимологію назви вірменською. Продовжуючи традиції наукових поем, розпочаті Нерсесом Шноралі, Ованес на прохання князя Аплоца поклав цю працю на вірші, назвавши «Поема про небесні прикраси» (вірм. «Բան յաղագս երկնային զարդուց»). Його перу належить також праця «Про причину землетрусів» (вірм. «Յաղագս պատճառի շարժման երկրի»).В цілому можна сказати, що Ерзнкаці обожнював науку і любов до неї, кажучи, наприклад, що «любов до знань є зброєю виживання і джерелом моральної чистоти» або «не захоплюючись змінами місяця або барвистістю веселки неможливо вивчити природу цих явищ». Вважаючи значення і роль науки наднаціональним і надрелігійним, він закликав вивчати праці закордонних і іновірних вчених.

## Цитати
- «І що ж тоді мистецтво, якщо не пізнання світу мудрістю і образним уявленням, своєчасно і належним чином?»
- «Перша мудрість людини — пізнати самого себе.»

## Основна література
- Ованес Ерзнкаци Плуз // АСЭ. — Ер., 1980. — Т. 6. — С. 559—560.
- Ованес Ерзнкаці Плуз // Энциклопедия «Христианская Армения». — Ер., 2002. — С. 619—624. Архівовано з джерела 1 жовтня 2015.
- Срапян А. Н. Плуз і Цорцореці Ованеси Ерзнкаці // Бюллетень общественных наук АН АрмССР. — Єр., 1957. — № 5. — С. 117—124.
- Тагмизян Н. К.[ru]. Ованес Плуз Ерзнкаці — теоретик середньовічної вірменської музики. // Историко-филологический журнал АН АрмССР. — Ер., 1983. — № 2—3. — С. 124—137.

Yovhannes Erznkaci Bluz // Christian-Muslim Relations. A Bibliographical History. Volume 4 (1200-1350). — BRILL, 2012. — С. 572—578. — ISBN 9004228543.
- Петросян Г. Б. До питання про природничо-наукові праці, приписувані Ованесу Ерзнкаці Плузу. // Историко-филологический журнал АН АрмССР. — Єр., 1985. — № 3. — С. 211—215.
- Срапян А. Н. Естетичні погляди Ованеса Ерзнкаці. // Историко-филологический журнал АН АрмССР. — Ер., 1985. — № 3. — С. 96—107.
- Григорян Г. О. Гносеологічні погляди Ованеса Ерзнкаці. // Бюллетень общественных наук АН АрмССР. — Ер., 1961. — № 4. — С. 47—60.
- Чалоян В. К. Природничо-наукові погляди Іоанна Ерзинкаці (XIII ст.). // История естествознания и техники в Армении. — Ер., 1960. — № 1. — С. 40—49.
- Мирумян К. А. Социально-политические воззрения Ованеса Ерзынкаци // Вестник Российско-армянского университета. — Ер., 2006. — № 3. — С. 80—94.
- Абраамян А. Г., Петросян Г. Б. Нововиявлений рукопис праці Іоанна Ерзнкаці «Про рух неба». // История естествознания и техники в Армении. — Ер., 1987. — № 8. — С. 52—80.
- М. Х. Абегян. Философы и Ованес Ерзнкаци или Плуз // Труды. — Ер. : Изд-во АН АрмССР, 1970. — Т. 4. — С. 342—356.